# مخطط تشتت تلوث الهواء

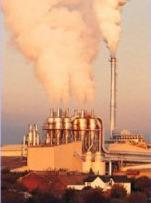

تشتت تلوث الهواء، وهو توزيع ملوثات الهواء في الغلاف الجوي. يُعرف تلوث الهواء بأنه إدخال جسيمات معلقة أو جزيئات حيوية أو مواد ضارة أخرى في الغلاف الجوي للأرض، ما يسبب انتشار الأمراض أو موت البشر أو إضرار الكائنات الحية الأخرى مثل المحاصيل الغذائية أو البيئة الطبيعية أو الحضرية. قد يأتي تلوث الهواء من مصادر بشرية أو طبيعية. يشير التشتت إلى ما يحدث للتلوث أثناء عملية إدخاله في الغلاف الجوي وبعدها؛ قد يساعد فهم هذا الأمر في تحديد التلوث والسيطرة عليه. أصبح تشتت تلوث الهواء محط تركيز المحافظين على البيئة ووكالات حماية البيئة الحكومية (المحلية والولائية والمحلية والوطنية) في العديد من البلدان (التي اعتمدت واستخدمت الكثير من مصطلحات هذا المجال في قوانينها وأنظمتها) فيما يتعلق بمكافحة تلوث الهواء.

## أعمدة انبعاث تلوث الهواء
عمود انبعاث تلوث الهواء - تدفق الملوثات على شكل بخار أو دخان مُنطلق في الهواء. تعتبر الأعمدة ذات أهمية كبيرة في نمذجة التشتت الجوي لتلوث الهواء. هناك ثلاثة أنواع أساسية من أعمدة انبعاث تلوث الهواء:
- الأعمدة المتعادلة عند مستوى الطفو – أعمدة أخف من الهواء لأنها تتميز بدرجة حرارة أعلى وكثافة أقل من الهواء المحيط بها، أو لأنها تمتلك نفس درجة حرارة الهواء المحيط ولكن بوزن جزيئي أقل وبالتالي كثافة أخفض من الهواء المحيط. على سبيل المثال، تكون الانبعاثات من مداخن غازات المداخن في الأفران الصناعية طافية لأنها أسخن وأقل كثافة من الهواء المحيط، ومثال آخر هو عمود انبعاث غاز الميتان في درجات حرارة الهواء المحيط الذي يُعتبر طفو، لأن الميتان يمتلك وزنًا جزيئيًا أقل من الهواء المحيط.
- أعمدة الغاز الكثيفة - أعمدة أثقل من الهواء لأنها ذات كثافة أعلى من الهواء المحيط بها. قد يكون عمود أعلى كثافة من الهواء لأنه يحتوي على وزن جزيئي أعلى من الهواء (كعمود من ثاني أكسيد الكربون مثلًا). قد يكون عمودًا أيضًا بكثافة أعلى من الهواء إذا كان العمود عند درجة حرارة أقل بكثير من الهواء. على سبيل المثال، قد يكون عمود من غاز الميتان الغازي المتبخر من إطلاق عرضي للغاز الطبيعي المُسال باردًا عند -161 درجة مئوية مثلًا.
- أعمدة سلبية أو محايدة - أعمدة ليست أخف أو أثقل من الهواء.[2]